# Brazitrypa paulista
Brazitrypa paulista is een rechtvleugelig insect uit de familie krekels (Gryllidae). De wetenschappelijke naam van deze soort is voor het eerst geldig gepubliceerd in 1918 door Rehn.